# Mistrovství Evropy ve volejbale mužů 1985
14. mistrovství Evropy ve volejbale mužů se konalo ve dnech 29. září – 6. října v Nizozemsku.
Turnaje se zúčastnilo 12 týmů, rozdělených do tří čtyřčlenných skupin. První dvě družstva postoupila do finálové skupiny, týmy na třetím a čtvrtém místě hráli ve skupině o sedmé až dvanácté místo. Mistrem Evropy se stali volejbalisté Sovětského svazu.

## Kvalifikace
| Pořadatel - Nizozemsko | Přímý postup z ME 1983 - SSSR - Polsko - Bulharsko - Itálie - Rumunsko | Postup z Kvalifikace - Československo - Francie - Jugoslávie - Řecko - Španělsko - Švédsko |

## Výsledky a tabulky

### Skupina A (Voorburg)
| Datum    | Zápas            | Výsledek | Sety  | Sety  | Sety  | Sety  | Sety  |
| Datum    | Zápas            | Výsledek | 1     | 2     | 3     | 4     | 5     |
| -------- | ---------------- | -------- | ----- | ----- | ----- | ----- | ----- |
| 29. září | Itálie – Řecko   | 3:0      | 15:7  | 15:9  | 15:12 |       |       |
| 29. září | SSSR – Švédsko   | 3:0      | 15:6  | 15:7  | 15:1  |       |       |
| 30. září | Řecko – Švédsko  | 3:2      | 15:6  | 20:18 | 9:15  | 11:15 | 15:9  |
| 30. září | SSSR – Itálie    | 3:1      | 16:14 | 15:13 | 13:15 | 15:12 |       |
| 1. října | SSSR – Řecko     | 3:0      | 15:10 | 15:5  | 15:7  |       |       |
| 1. října | Švédsko – Itálie | 3:2      | 14:16 | 15:8  | 15:6  | 5:15  | 15:13 |

| Poř | Země    | Body | Zápasy | Výhry | Prohry | Sety |
| --- | ------- | ---- | ------ | ----- | ------ | ---- |
| 1.  | SSSR    | 6    | 3      | 3     | 0      | 9:1  |
| 2.  | Itálie  | 4    | 3      | 1     | 2      | 6:6  |
| 3.  | Švédsko | 4    | 3      | 1     | 2      | 5:8  |
| 4.  | Řecko   | 4    | 3      | 1     | 2      | 3:8  |

### Skupina B (Zwole)
| Datum    | Zápas                      | Výsledek | Sety  | Sety  | Sety  | Sety  | Sety |
| Datum    | Zápas                      | Výsledek | 1     | 2     | 3     | 4     | 5    |
| -------- | -------------------------- | -------- | ----- | ----- | ----- | ----- | ---- |
| 29. září | Polsko – Rumunsko          | 3:0      | 15:12 | 15:11 | 15:6  |       |      |
| 29. září | Československo – Španělsko | 3:0      | 15:9  | 15:7  | 15:7  |       |      |
| 30. září | Rumunsko – Španělsko       | 3:1      | 15:5  | 4:15  | 15:9  | 15:8  |      |
| 30. září | Československo – Polsko    | 3:1      | 12:15 | 15:13 | 15:9  | 15:10 |      |
| 1. října | Polsko – Španělsko         | 3:0      | 15:9  | 15:10 | 15:10 |       |      |
| 1. října | Československo – Rumunsko  | 3:1      | 15:8  | 10:15 | 15:12 | 15:2  |      |

| Poř | Země           | Body | Zápasy | Výhry | Prohry | Sety |
| --- | -------------- | ---- | ------ | ----- | ------ | ---- |
| 1.  | Československo | 6    | 3      | 3     | 0      | 9:2  |
| 2.  | Polsko         | 5    | 3      | 2     | 1      | 7:3  |
| 3.  | Rumunsko       | 4    | 3      | 1     | 2      | 4:7  |
| 4.  | Španělsko      | 3    | 3      | 0     | 3      | 1:9  |

### Skupina C ('s-Hertogenbosch)
| Datum    | Zápas                   | Výsledek | Sety  | Sety  | Sety  | Sety  | Sety  |
| Datum    | Zápas                   | Výsledek | 1     | 2     | 3     | 4     | 5     |
| -------- | ----------------------- | -------- | ----- | ----- | ----- | ----- | ----- |
| 29. září | Jugoslávie – Nizozemsko | 1:3      | 14:15 | 10:15 | 15:13 | 12:15 |       |
| 29. září | Francie – Bulharsko     | 3:0      | 15:11 | 15:8  | 15:1  |       |       |
| 30. září | Jugoslávie – Bulharsko  | 0:3      | 9:15  | 7:15  | 4:15  |       |       |
| 30. září | Francie – Nizozemsko    | 3:0      | 15:4  | 15:5  | 15:2  |       |       |
| 1. října | Jugoslávie – Francie    | 1:3      | 9:15  | 14:16 | 15:9  | 13:15 |       |
| 1. října | Bulharsko – Nizozemsko  | 3:2      | 15:13 | 6:15  | 6:15  | 15:10 | 15:13 |

| Poř | Země       | Body | Zápasy | Výhry | Prohry | Sety |
| --- | ---------- | ---- | ------ | ----- | ------ | ---- |
| 1.  | Francie    | 6    | 3      | 3     | 0      | 9:1  |
| 2.  | Bulharsko  | 5    | 3      | 2     | 1      | 6:5  |
| 3.  | Nizozemsko | 4    | 3      | 1     | 2      | 5:7  |
| 4.  | Jugoslávie | 3    | 3      | 0     | 3      | 2:9  |

### Finálová skupina (Amsterdam)
| Datum    | Zápas                      | Výsledek | Sety  | Sety  | Sety  | Sety  | Sety |
| Datum    | Zápas                      | Výsledek | 1     | 2     | 3     | 4     | 5    |
| -------- | -------------------------- | -------- | ----- | ----- | ----- | ----- | ---- |
| 3. října | SSSR – Československo      | 3:0      | 15:8  | 15:10 | 16:14 |       |      |
| 3. října | Francie – Polsko           | 3:1      | 15:10 | 16:14 | 7:15  | 15:6  |      |
| 3. října | Bulharsko – Itálie         | 3:2      | 15:8  | 13:15 | 15:11 | 13:15 | 15:8 |
| 4. října | Československo – Francie   | 3:1      | 16:14 | 18:16 | 15:17 | 16:14 |      |
| 4. října | SSSR – Bulharsko           | 3:1      | 15:9  | 15:6  | 13:15 | 15:1  |      |
| 4. října | Polsko – Itálie            | 3:0      | 15:12 | 15:12 | 15:8  |       |      |
| 5. října | Československo – Bulharsko | 3:0      | 15:7  | 15:6  | 15:3  |       |      |
| 5. října | SSSR – Polsko              | 3:0      | 15:6  | 15:8  | 15:7  |       |      |
| 5. října | Francie – Itálie           | 3:1      | 15:4  | 15:5  | 12:15 | 15:10 |      |
| 6. října | Polsko – Bulharsko         | 3:2      | 15:9  | 15:12 | 14:16 | 8:15  | 15:8 |
| 6. října | Československo – Itálie    | 3:1      | 15:11 | 15:17 | 15:11 | 15:11 |      |
| 6. října | SSSR – Francie             | 3:0      | 15:4  | 15:6  | 15:12 |       |      |

| Poř | Země           | Body | Zápasy | Výhry | Prohry | Sety |
| --- | -------------- | ---- | ------ | ----- | ------ | ---- |
| 1.  | SSSR           | 10   | 5      | 5     | 0      | 15:2 |
| 2.  | Československo | 9    | 5      | 4     | 1      | 12:6 |
| 3.  | Francie        | 8    | 5      | 3     | 2      | 10:8 |
| 4.  | Polsko         | 7    | 5      | 2     | 3      | 8:11 |
| 5.  | Bulharsko      | 6    | 5      | 1     | 4      | 6:14 |
| 6.  | Itálie         | 5    | 5      | 0     | 5      | 5:15 |

### Skupina o 7. - 12. místo (Groningen)
| Datum    | Zápas                  | Výsledek | Sety  | Sety  | Sety  | Sety  | Sety  |
| Datum    | Zápas                  | Výsledek | 1     | 2     | 3     | 4     | 5     |
| -------- | ---------------------- | -------- | ----- | ----- | ----- | ----- | ----- |
| 3. října | Jugoslávie – Švédsko   | 0:3      | 8:15  | 7:15  | 7:15  |       |       |
| 3. října | Řecko – Rumunsko       | 3:1      | 15:7  | 10:15 | 16:14 | 19:17 |       |
| 3. října | Nizozemsko – Španělsko | 3:2      | 5:15  | 15:9  | 15:9  | 9:15  | 15:4  |
| 4. října | Jugoslávie – Rumunsko  | 0:3      | 4:15  | 7:15  | 1:15  |       |       |
| 4. října | Řecko – Španělsko      | 3:0      | 15:11 | 15:4  | 15:13 |       |       |
| 4. října | Švédsko – Nizozemsko   | 3:0      | 15:8  | 15:12 | 15:10 |       |       |
| 5. října | Jugoslávie – Španělsko | 3:1      | 17:15 | 15:13 | 13:15 | 15:10 |       |
| 5. října | Nizozemsko – Řecko     | 3:0      | 15:11 | 15:7  | 15:6  |       |       |
| 5. října | Rumunsko – Švédsko     | 3:2      | 3:15  | 10:15 | 15:9  | 15:10 | 15:10 |
| 6. října | Jugoslávie – Řecko     | 0:3      | 12:15 | 7:15  | 5:15  |       |       |
| 6. října | Švédsko – Španělsko    | 3:1      | 15:13 | 15:6  | 11:15 | 15:11 |       |
| 6. října | Rumunsko – Nizozemsko  | 3:1      | 15:5  | 5:15  | 15:13 | 15:6  |       |

| Poř | Země       | Body | Zápasy | Výhry | Prohry | Sety |
| --- | ---------- | ---- | ------ | ----- | ------ | ---- |
| 7.  | Řecko      | 9    | 5      | 4     | 1      | 12:6 |
| 8.  | Rumunsko   | 9    | 5      | 4     | 1      | 13:7 |
| 9.  | Švédsko    | 8    | 5      | 3     | 2      | 13:7 |
| 10. | Nizozemsko | 8    | 5      | 3     | 2      | 10:9 |
| 11. | Jugoslávie | 6    | 5      | 1     | 4      | 4:13 |
| 12. | Španělsko  | 5    | 5      | 0     | 5      | 5:15 |

## Konečné pořadí
| 14.              | Mistrovství Evropy 1985 | Z | V | P | Sety  | B  |
| ---------------- | ----------------------- | - | - | - | ----- | -- |
| Zlatá medaile    | Sovětský svaz           | 7 | 7 | 0 | 21:2  | 14 |
| Stříbrná medaile | Československo          | 7 | 6 | 1 | 18:7  | 13 |
| Bronzová medaile | Francie                 | 7 | 5 | 2 | 16:9  | 12 |
| 4.               | Polsko                  | 7 | 4 | 3 | 14:11 | 11 |
| 5.               | Bulharsko               | 7 | 3 | 4 | 12:16 | 10 |
| 6.               | Itálie                  | 7 | 1 | 6 | 10:18 | 8  |
| 7.               | Rumunsko                | 7 | 4 | 3 | 14:13 | 11 |
| 8.               | Řecko                   | 7 | 4 | 3 | 12:12 | 11 |
| 9.               | Švédsko                 | 7 | 4 | 3 | 16:12 | 11 |
| 10.              | Nizozemsko              | 7 | 3 | 4 | 12:15 | 10 |
| 11.              | Jugoslávie              | 7 | 1 | 6 | 5:19  | 8  |
| 12.              | Španělsko               | 7 | 0 | 7 | 5:21  | 7  |